# أليشا باس
أليشا باس (بالإنجليزية: Alisha Bass)‏ هي لاعبة كرة قدم أسترالية، ولدت في 22 مارس 1995 في أستراليا. شاركت مع منتخب أستراليا تحت 17 سنة لكرة القدم للسيدات. أما مع النوادي، فقد لعبت مع سيدني إف سي ‏.

## وصلات خارجية
- أليشا باس على موقع قاعدة بيانات كرة القدم.إي يو (الإنجليزية)
- أليشا باس على موقع عالم كرة القدم.نت (الإنجليزية)